# جون باستر
جون باستر (بالإنجليزية: John Buster)‏ هو طبيب أمريكي، ولد في 18 يوليو 1941.